# 제이크 맥도먼
제이크 맥도먼(Jake McDorman, 1986년 7월 8일 ~ )은 미국의 배우이다.

## 출연 작품

### 영화
- Echoes of Innocence (2005)
- 브링 잇 온 3 (2006)
- 아쿠아마린 (2006)
- 다이 하드 4.0 (2007)
- 크레이그리스트 킬러 (2011, The Craigslist Killer)
- 아메리칸 스나이퍼 (2014)
- 나, 그, 그녀 (2015, Me Him Her)
- 씨 유 인 발할라 (2015, See You in Valhalla)
- 올웨이즈 와칭: 어 마블 호네츠 스토리 (2015, Always Watching: A Marble Hornets Story)
- 이스케이프 오브 프리즈너 614 (2018, The Escape of Prisoner 614)
- 미스터 앤 미스터 대디 (2018)
- 레이디 버드 (2018)
- 크리스마스에는 행복이 (2020)

### 텔레비전
- 그릭 (2007-11)
- 셰임리스 (2014)
- 맨하탄 러브 스토리 (2014, Manhattan Love Story)
- 리미트리스 (2015-16)
- 머피 브라운 (2018)